# An der Stadtmauer 1, 14, Karl-Heyer-Straße 1, 18, Krosigker Straße 1, 2, Rathausstraße 19

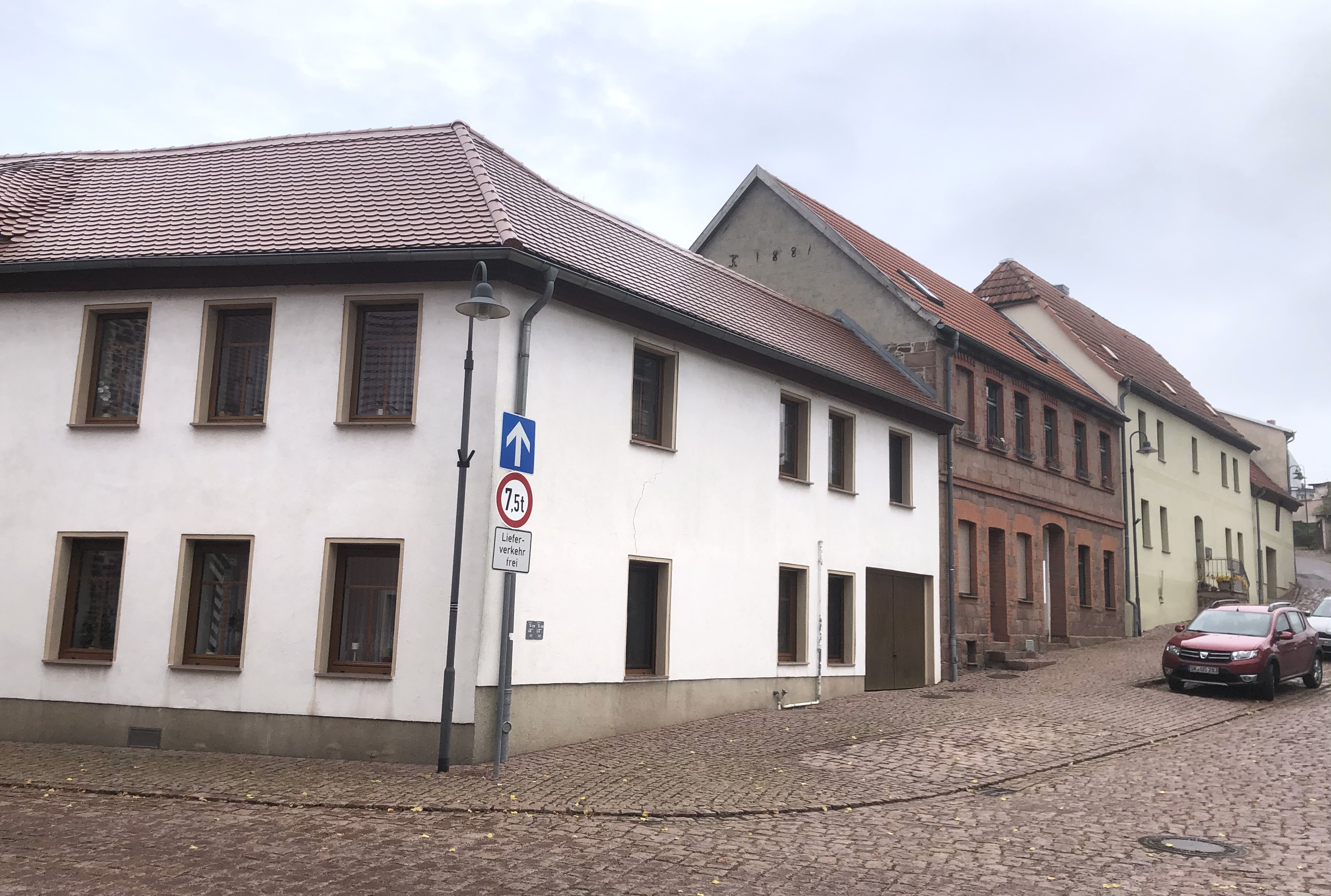
Blick durch die Krosigker Straße nach Osten im Jahr 2021

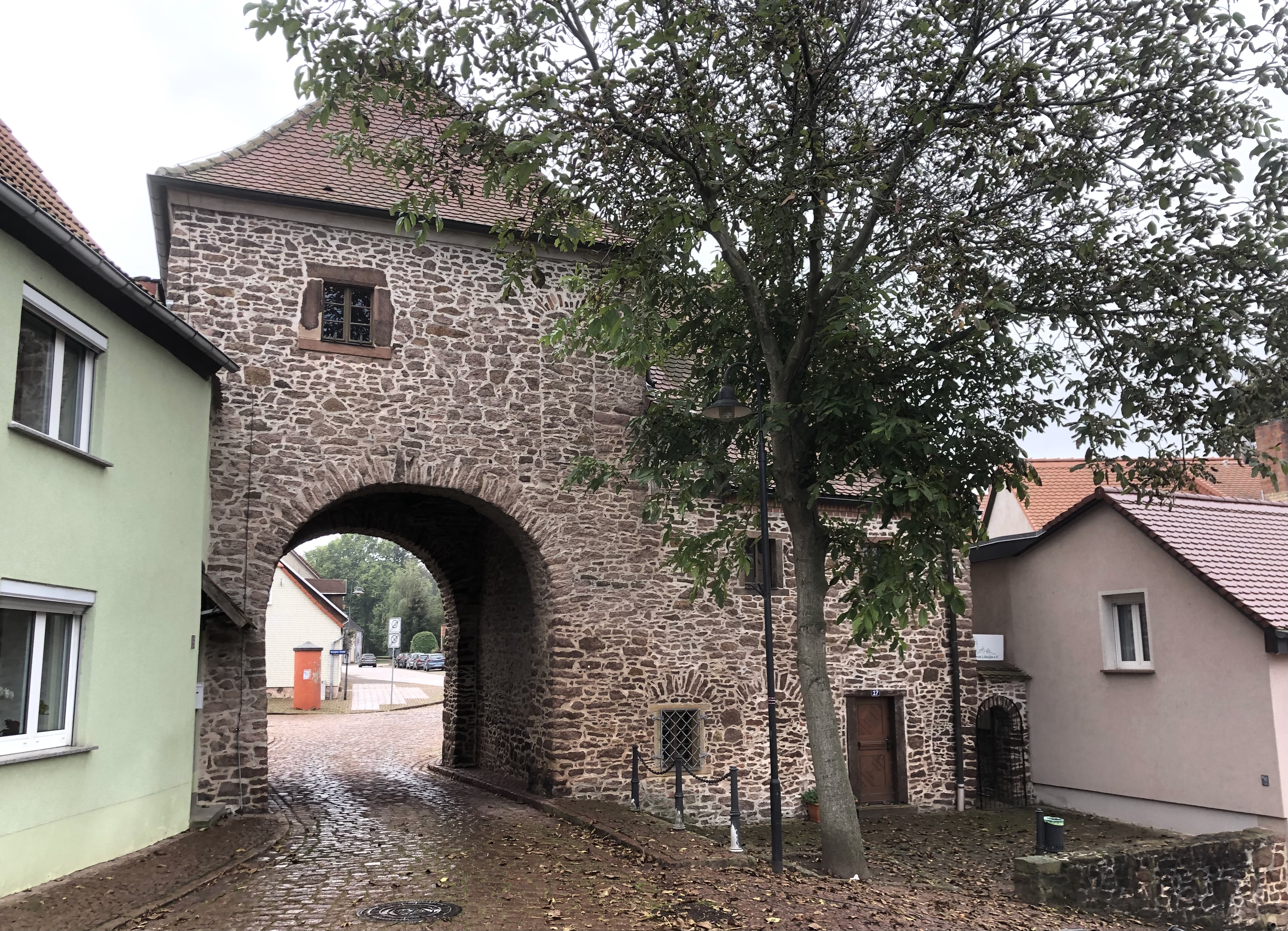
Hallesches Tor mit Umgebungsbebauung, links Karl-Heyer-Straße 18, rechts Karl-Heyer-Straße 1

An der Stadtmauer 1, 14, Karl-Heyer-Straße 1, 18, Krosigker Straße 1, 2, Rathausstraße 19 ist die Bezeichnung eines Denkmalbereichs im Ortsteil Löbejün in der Stadt Wettin-Löbejün in Sachsen-Anhalt.
Der Denkmalbereich befindet sich am südlichen Ortseingang von Löbejün, im Umfeld des Halleschen Tors. Die ursprüngliche Benennung lautete Ernst-Thälmann-Straße 1, 14, Hallesche Straße 19, Karl-Heyer-Straße 1, 18, Krosigker Straße 1, 2. Mit der Bildung der Stadt Wettin-Löbejün wurde jedoch im Jahr 2011 die „Ernst-Thälmann-Straße“ in „An der Stadtmauer“ und die „Hallesche Straße“ in „Rathausstraße“ umbenannt.
Die Bebauung des Bereichs besteht aus einfachen ein- bis zweigeschossigen Gebäuden, die an das Hallesche Tor anschließen. Sie entstanden im Laufe des 19. Jahrhunderts. Zum Bereich gehört auch das südwestlich vom Stadttor gelegene Postamt Löbejün. Dem Gebäudekomplex kommt eine hohe städtebauliche Bedeutung für den südlichen Ortseingangsbereich zu.
Im örtlichen Denkmalverzeichnis ist die Häusergruppe unter der Erfassungsnummer 094 55231 als Denkmalbereich verzeichnet.